# Tilaurakot
Tilaurakot ist ein Dorf (Village Development Committee) im nepalesischen Distrikt Kapilbastu. Obwohl keinerlei buddhistische Funde gemacht wurden, ist der Ort nach Ansicht mehrerer Archäologen gleichzusetzen mit Kapilavastu, dem Ort der Kindheit und Jugend von Siddharta Gautama, dem späteren Buddha.

## Lage
Tilaurakot liegt ca. 15 km (Luftlinie) nördlich der indisch-nepalesischen Grenze in der flachen und fruchtbaren Ebene des Terai in einer Höhe von etwa 120 m ü. d. M. Der Grenzort Piprahwa liegt etwa 20 km (Fahrtstrecke) südöstlich; auch er beansprucht das historische Kapilavastu zu sein.

## Bevölkerung
Der Großteil der Bevölkerung sind Hindus; Muslime, Buddhisten und Sikhs bilden kleine Minderheiten. Der weibliche Bevölkerungsanteil ist um ca. 10 bis 15 % niedriger als der männliche.

## Wirtschaft
Die meisten Menschen arbeiten auf den umliegenden Feldern, wo Reis, Weizen, Raps etc. ausgesät wird; im Ort selbst haben sich Handwerk und Handel und Dienstleistungen angesiedelt.

## Geschichte und Legende
Die Gegend gehörte um 500 v. Chr. zum Kleinkönigreich der Shakya. Der legendenhafte Züge tragende König Suddhodana lebte gemäß der Überlieferung in Kapilavastu, der Hauptstadt seines Reiches. Ihm wurde von seiner Frau Maya auf einer Reise im ca. 25 km entfernten Ort Lumbini ein Sohn geboren, dem man den Namen Siddharta Gautama gab. Seine Mutter starb kurz nach der Geburt und der kleine Prinz wurde von ihrer Schwester Mahapajapati Gotami in einem sorglosen Umfeld aufgezogen. Im Alter von 29 Jahren verließ der Prinz die Stadt, seine Frau Yasodhara und seinen Sohn Rahula und machte sich auf, um die Gründe für das Leid zu erforschen, welches er während der berühmten Drei Ausfahrten in den Ausprägungen von Krankheit, Alter und Tod kennengelernt hatte. Der Ort Kapilavastu wird in den Reiseberichten der beiden chinesischen Mönche Faxian (um 400 n. Chr.) und Xuanzang (um 650) erwähnt.